# داريل هيل
داريل هيل (بالإنجليزية: Darrell Hill)‏ هو لاعب كرة قدم أمريكية أمريكي، ولد في 19 يونيو 1979 في شيكاغو في الولايات المتحدة.

## وصلات خارجية
- داريل هيل على موقع مرجع كرة القدم المحترفة.كوم (الإنجليزية)